# Villers-le-Sec (Meuse)
Villers-le-Sec település Franciaországban, Meuse megyében. Lakosainak száma 127 fő (2022. január 1.). Villers-le-Sec Dammarie-sur-Saulx, Givrauval, Hévilliers, Ligny-en-Barrois, Longeaux és Nantois községekkel határos.

## Népesség
A település népessége az elmúlt években az alábbi módon változott:
| Lakosok száma | 181  | 170  | 155  | 150  | 132  | 127  | 125  | 125  | 126  | 127  |
|               | 1968 | 1982 | 1990 | 2006 | 2013 | 2015 | 2017 | 2019 | 2020 | 2022 |